# Banda Grossi
La banda Grossi è stata un'organizzazione brigantesca del Risorgimento italiano che operò nell'area settentrionale della regione Marche, tra il 1861 e il 1862. Prende il nome dal suo capobanda, Terenzio Grossi.
Nota come uno dei fenomeni più settentrionali di brigantaggio risorgimentale, all'alba dell'Unità Nazionale la banda Grossi fu autrice di numerosi ed efferati delitti, compiendo omicidi, occupazioni armate di paesi, rapine e furti in tutta l'area del Montefeltro, della Val Metauro e della Valle del Cesano.

## Attività criminale
L'attività brigantesca della banda Grossi e dei suoi componenti è riconducibile al rifiuto e all'opposizione che gruppi organizzati di indigenti e renitenti alla leva hanno adoperato in contrasto all'avvento dell'Unità d'Italia.  I moventi rivoltosi sociopolitici della banda Grossi si fusero frequentemente con il comune delinquere ed interessarono per la maggior parte i crimini contro la proprietà privata e dello Stato. 
La natura filo-pontificia e anti piemontese della banda è senz'altro dovuta all'appoggio sia da parte dello Stato della Chiesa che della popolazione rurale marchigiana, almeno nel primo periodo di attività. Il malcontento generalizzato dovuto all'istituzione della leva obbligatoria portò diversi frangenti della popolazione meno abbiente ad abbracciare l'agito della banda Grossi in contrapposizione al nuovo governo piemontese, alimentando la protesta e concedendo asilo ai briganti di paese in paese. 
Le tracce di una collaborazione anche da parte dello Stato della Chiesa appaiono in diversi momenti della vita criminale della Banda, tra i quali l'arresto per favoreggiamento di un parroco e il passaporto pontificio rinvenuto nel cadavere di Terenzio Grossi, attualmente custodito all'archivio di Stato di Pesaro.

## I componenti della banda
Nonostante il numero dei componenti variasse continuamente, sono stati processati o ritenuti affiliati alla banda:
- Terenzio Grossi
- Sante Frontini, detto Mengón
- Luigi Trebbi, detto Cacabasso
- Gaetano Gerboni, detto Il bel Gaetano
- Olinto Venturi, detto Zinzìn
- Biagio Olmeda
- Pietro Pandolfi
- Giuseppe Alunni, detto Il Pajno
- Marco Grossi, fratello minore di Terenzio e pentito nel 1861 per i crimini commessi insieme alla banda
- Baldassare Maccagli
- Giovanni Battelli, detto Pietraccio

## Il processo
Il processo alla banda Grossi si svolse dall'8 giugno al 25 giugno 1864 nel refettorio del convento di S. Giovanni a Pesaro, alla presenza di un folto pubblico. Furono convocati 210 testi e sollevate 475 questioni alle quali il tribunale diede risposta. Tra i capi d'imputazione, oltre ai delitti in contumacia contro le proprietà, vi furono l'omicidio dei carabinieri Filippo Chiuminato, Giuseppe Dini, Carlo Viggè, Giuseppe Racchini. 
Al processo venne sollevata anche la questione riguardante l'avvicinamento e la corruzione di Sante Frontini da parte del Prefetto di Pesaro Cavalier Bardesono e del Capitano dei Reali Carabinieri sig. Procida. Il pubblico ministero si dichiarò sdegnato per quanto accaduto, nonostante all'epoca la corruzione fosse pratica diffusa nel tentativo di risolvere il banditismo. Il sig. Petrucci esibì al processo la lettera del settembre 1862 dove il Prefetto Bardesono lo incaricava di avvicinare Sante Frontini e di proporgli la consegna del capobanda Terenzio Grossi in cambio di un passaporto e un premio in denaro. L'entità del premio non era indicata nella lettera.
Il 25 giugno 1864 arrivarono le condanne per i briganti Gaetano Gerboni, Giuseppe Battelli, Pietro Pandolfi, Baldassarre Maccagli e Marco Grossi ai lavori forzati a vita, eccezion fatta per quest'ultimo che si era già pentito in precedenza ed al quale la pena venne ridotta a 20 anni. 
Sante Frontini, precedentemente dichiaratosi l'uccisore di Terenzio Grossi, fu condannato alla ghigliottina. La condanna venne applicata il 25 ottobre 1864 a Pesaro.

## La banda Grossi nei media
- Nel 2010, l’illustratore Michele Petrucci ha pubblicato il romanzo grafico “il Brigante Grossi e la sua miserabile banda”[1], edito da Tunué ed ispirato alle vicende di Grossi e compagni tra il 1861 e il 1862.
- il 20 settembre 2018 è uscito il film lungometraggio dal titolo "La Banda Grossi - una storia vera quasi dimenticata” Archiviato il 28 settembre 2020 in Internet Archive.[2], scritto e diretto da Claudio Ripalti basato sulle vicende realmente accadute di Terenzio Grossi e compagni. Prodotto da Cinestudio, distribuito nelle sale cinematografiche italiane e disponibile su iTunes e Netflix con sottotitoli in inglese.